# Tropická bouře Allison (2001)
Tropická bouře Allison byla bouře, která zdevastovala jihovýchod Texasu v červnu 2001, během atlantické hurikánové sezóny 2001. Tato bouře byla 1. bouří sezóny a postupovala neobvykle dlouho. 15 dnů. Zformovala se 4. června, a to z tropické vlny, která se vytvořila nad Mexickým zálivem. Krátce poté bouře narazila na pobřeží Texasu. Postupovala na sever a pustošila texaská města, jako je Houston. Poté se otočila k jihu a dostala se opět nad Mexický záliv. Pak postupovala východně až severovýchodně a narazila na pobřeží Louisiany. Bouře slábla, přešla přes východ Spojených států a rozptýlila se ve středním Atlantiku. Po tropické bouři Frances to byl první cyklón, který narazil na severní pobřeží Texasu.
Bouři doprovázely silné deště. V Texasu spadlo až 1 000 mm srážek. Nejhůře dopadlo město Houston. Zde se ocitlo bez domova na 30 000 lidí. Zaplaveno bylo 70 000 domů a 2 744 domů bylo zcela zničeno. Největší škody byly v městské části Downtown, kde voda zatopila nemocnice a další budovy. Bouře zabila v Texasu celkem 23 lidí. Celkové škody v USA se vyšplhaly na 9 miliard dolarů a zabito bylo 41 lidí. Kromě Texasu bouře napáchala největší škody v Louisianě a na jihovýchodě Pensylvánie.

## Přípravy na bouři
Krátce po zformování bouře, úředníci v texaském Galveston County vydali dobrovolnou evakuaci ostrova Galveston Island. Trajekt z tohoto ostrova na ostrov Bolivar byl uzavřen. Dobrovolně bylo též evakuováno město Surfside v Brazoria County. Když bouře dorazila na pevninu, upozornění na bleskové povodně se rozšířila po celém východním Texasu.
Den před udeřením bouře v Tallahassee na Floridě, se právě v tomto městě otevřel nouzový úkryt. Těsně před příchodem bouře se též otevřely další 2 úkryty.

## Průběh
Tropická bouře Allison způsobila mnoho záplav, a to po celou dobu řádění. Nejhorší záplavy postihly Houston, kde spadlo až 890 mm srážek. Allison zabila 41 lidí, z toho 27 se utopilo. Škody se vyšplhaly na 9 bilionů dolarů.
| Stát        | Počet mrtvých |
| ----------- | ------------- |
| Texas       | 23            |
| Louisiana   | 1             |
| Mississippi | 1             |
| Florida     | 8             |
| Virginie    | 1             |
| Pensylvánie | 7             |

### Texas
V texaském Galvestonu dosahovaly větry rychlosti až 70 km/h. Když bouře postupovala Texasem, doprovázely ji silné deště. Bleskové záplavy pokračovaly několik dalších dnů. Během řádění bouře v Jefferson County napršelo 1 033 mm srážek. V houstonském přístavu pak bylo hlášeno 940 mm srážek. Přívaly deště zatopily 95 000 aut a 73 000 domů. Tropická bouře Allison zcela zničila 2 744 domů a na 30 000 lidí se ocitlo bez domova. Některé nemocnice, které tvoří největší nemocniční komplex světa – Texas Medical Center byly též poškozeny poté, co bouře nečekaně udeřila v pátek večer. Zdravotnická škola Baylor College of Medicine utrpěla velké škody v hodnotě 495 000 000 amerických dolarů. Ztratila též 90 000 pokusných zvířat.

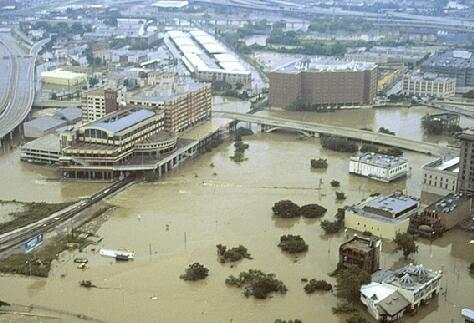
Buffalo Bayou a White Oak Bayou na Main Street po tropické bouři Allison

Tunely, které vedou pod Houstonem byly zatopeny, stejně jako mnoho dalších ulic a garáží nedaleko Buffalo Bayou. Houstonská divadelní čtvrť, do které patří houstonská symfonie, houstonská opera a Alley Theater byla též silně poškozena. Ztratili mnoho kostýmů, hudebních nástrojů a dalších artefaktů za milióny dolarů. V podstatě každá silnice či dálnice byla zatopena. Stovky aut na těchto silnicích zůstaly a lidé je museli opustit. Žádný utonutý právě v Houstonu se neutopil v zaplavené budově. 12 mrtvých zemřelo za jízdy v autě, 6 mrtvých při chůzi venku, 3 mrtví ze zásahu elektrickým proudem a 1 ve výtahu. Dalším mrtvým byl muž koupající se v příkopě nedaleko Mauriceville. V celém Texasu se výše škody vyšplhala na 5,2 bilionu dolarů.

### Louisiana
Louisianu bouře zasáhla jako bouře subtropická. V Thibodaux spadlo 758 mm srážek. Větry dosahovaly rychlosti kolem 60 km/h.

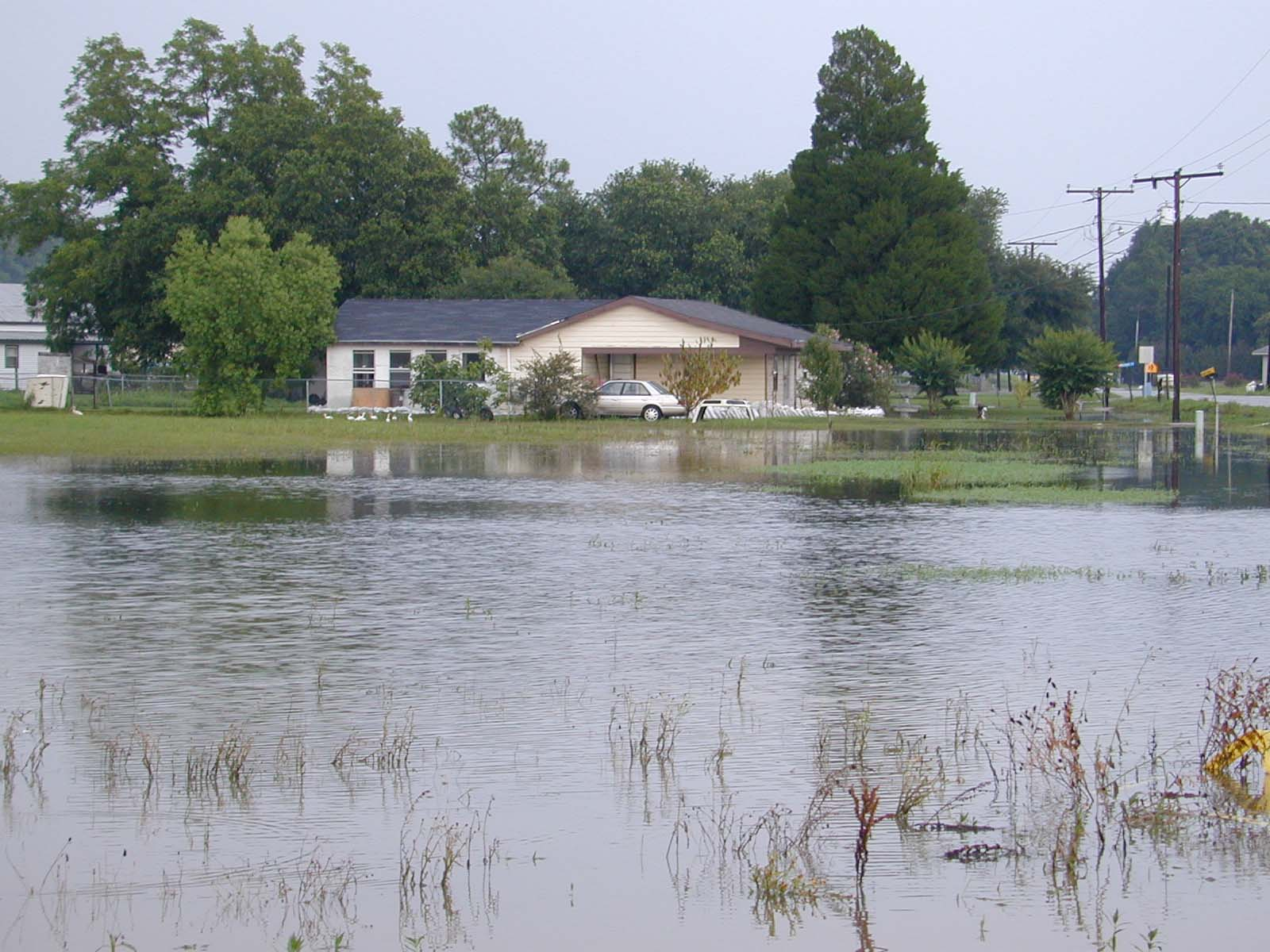
Záplavy v Chackbayi, Louisiana

Když Allison dorazila na pobřeží Louisiany, přívalové deště zaplavily několik desítek domů a obchodů. Menší poryvy větru poškodily zhruba 10 domů ve farnosti Cameron Parish a voda částečně zaplavila dálnici Louisiana Highway 82, která vede z Cameron Parish do Vermillion Parish. Když bouře znovu zesílila, ve farnosti St. Tammany voda zaplavila asi 1 000 domů, 80 domů pak ve farnosti Saint Bernard a stovky dalších v jiných částech státu. Evakuováno bylo též asi 1 800 obyvatel farnosti East Baton Rouge Parish. Řeky Amite a Comite dosáhly rekordní úrovně od roku 1983. Též se protrhla hráz Bayou Manchac a voda zaplavila další silnice a domy. Celková škoda v Louisianě dosáhla 65 000 000 amerických dolarů.

### Jihovýchod USA
Během jedné noci napršelo v Mississippi 255 mm srážek. V jiných částech jihovýchodu USA napršelo ale až 380 mm. Záplavy zde poškodily další domy a zatopily vozovky. Bouře též vyprodukovala 4 tornáda. První z nich zasáhlo město Gulfport v Mississippi a poškodilo 10 domů. Silné bouřky v George County pak poškodily asi 15 domů, zcela zničily 10 domů a zranily 5 lidí. Škoda v Mississippi dosáhla výše 1 milionu dolarů. Silné deště též uzavřely některé silnice v Crenshaw County. Třetí a čtvrté tornádo se vyskytlo v Alabamě. Obě měla sílu F0. První z nich řádilo na jihozápadě Mobile County a poškodilo střechu jednoho domu. Druhé tornádo se pak vyskytlo v Covington County, kde poškodilo 6 domů a kostel.

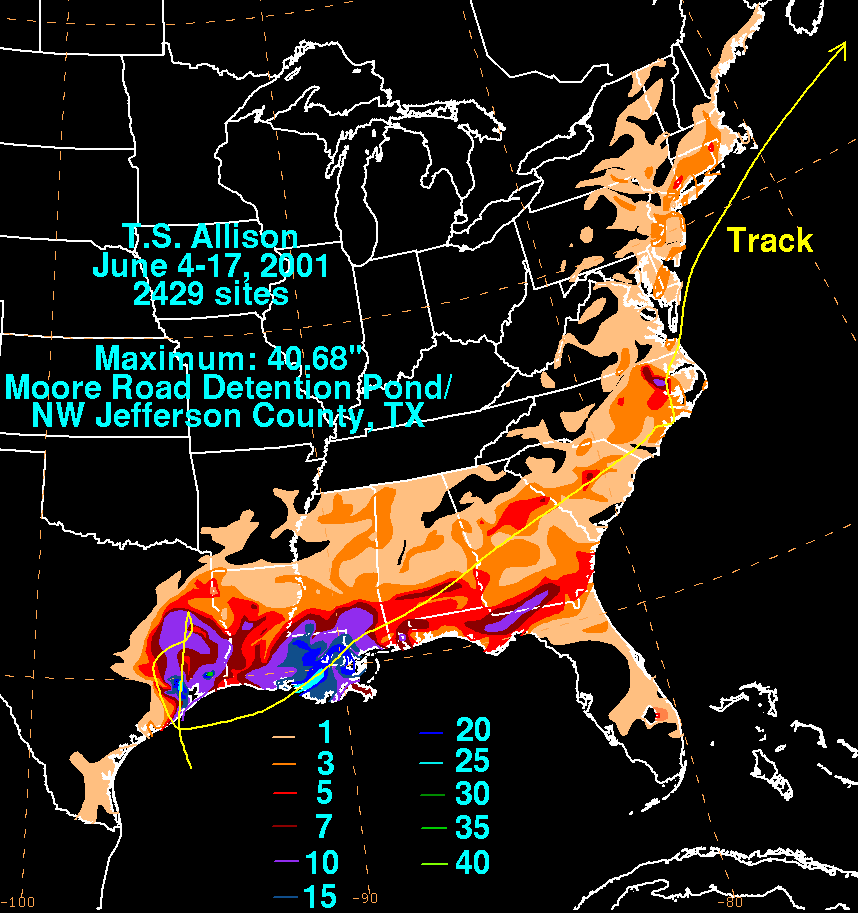
Celkové srážky v USA

Allison zabila na pobřeží 5 lidí. Na tzv. „Florida Panhandle“ napršelo 280 mm srážek za den. V Tallahassee byl překonán rekord z roku 1969. Zde napršelo 257 mm za 24 hodin. Na Floridě Allison zcela zničila 10 domů, poškodila 599 domů, z toho 196 vážně. Hlavně v Leon County. Florida odhaduje škody na 20 milionů dolarů. Bylo zde zabito 8 lidí.
Georgii zasáhla Allison podobnou silou. Za 1 den zde napršelo 255 mm srážek. Povodně zde poničily mnoho budov. Řeka Oconee měla ve městě Milledgeville 10,3 m. V Georgii opět zatopila několik silnic a dalších tahů. Georgijský guvernér Roy Barnes vyhlásil stav nouze v 7 krajích státu. Allison zde též vyprodukovala 2 tornáda. V Jižní Karolíně pak bouře vyprodukovala 10 tornád. Ta ovšem nebyla tak silná. V Severní Karolíně spadlo v průměru 350 mm srážek. Voda poškodila asi 25 domů. Kvůli mokré vozovce došlo v Severní Karolíně k 9 dopravním nehodám.

### Středoatlantická oblast a severovýchod USA
Ve Virginii spadlo už jen kolem 76 mm srážek. Virginie hlásila jedno úmrtí, když kvůli podmáčené půdě spadl strom na člověka. Allison zde vyprodukovala 1 tornádo. Ve Washingtonu D. C. spadlo kolem 66 mm srážek. Ve městě Denton v Marylandu pak deště zesílily a spadlo zde 190 mm srážek. Voda zaplavila několik silnic. Ve východní části Marylandu pak spadlo 25–50 mm vody. Nedošlo k žádným větším škodám a nikdo zde nebyl zabit. V delawarském Greenwoodu pak spadlo asi 106 mm vody a nebyly hlášeny žádné škody.

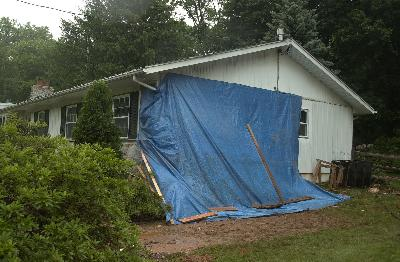
Damage from flooding in Pennsylvania

Co se týká Pensylvánie, zde řádila Allison nejvíce z celého severovýchodu. Zde napršelo až 258 mm srážek. Bouře zde zavinila zborcení mnoha stromů a stržení elektrických vedení. Srážky tu též zničily 241 domů a dalších 1386 poškodily. Voda též zasáhla prodejnu vozů značky Dodge a 150 automobilů bylo zničeno. Stovky lidí musely opustit své domy. Záplavy uvolnily sušičku na prádlo v suterénu budovy „A“ ve Village Green Apartment Complex, ve městě Upper Moreland Township a začal odtud unikat plyn. Plyn způsobil explozi a vznikl požár. Ten zabil 6 lidí. 7. mrtvým v Pensylvánii byl muž, který se utopil v autě v řece. V Pensylvánii se škody odhadují na 215 milionů dolarů.
New Jersey zasáhla bouře též velkou silou. Ve městě Tuckerton napršelo 205 mm srážek. Srážky způsobily zvednutí hladin řek a voda zaplavila několik silnic. V Atlantic City dosahovaly větry rychlosti 71 km/h. Vítr vyvrátil několik slabších stromů. Škody byly minimální.
Bouře zasáhla též New York a způsobila zde bleskové záplavy. Napršelo zde 75 mm srážek. Ve městě Granite Springs a dalších lokalitách pak asi 146 mm. Též tu vznikly záplavy z řek. Řeka Mahwah měla 1,2 m. Ty poškodily 24 domů a několik obchodů. Muselo se uzavřít mnoho dálnic i v New York City. V connecticutském městě Pomfret pak napršelo až 186 mm. To opět vedlo k zvýšení hladin řek. Záplavy lehce poškodily mnoho domů. Řeka Yantic měla ve městě Yantic 3,4 m. Státní silnice v Connecticutu musela být uzavřena, když zdejší přehrada neudržela nápor vody. Co se týká státu Rhode Island, zde napršelo až 180 mm a voda opět zatopila několik silnic, dálnic a domů. Též zničila srub ve městě Foster.
Ve Worcesteru bouře vyprodukovala jedno tornádo o síle F1. To vyvrátilo asi 100 stromů, poničilo jeden dům a karavan. Ve státě Massachusetts škody dosáhly 400 000 $.

## Po bouři
Během následujících týdnů vyhlásil prezident Bush následující území za nejvíce postižené: 75 krajů v Texasu, jih Louisiany, jih Mississippi, severozápad Floridy a jihovýchod Pensylvánie. Toto prohlášení pomohlo občanům hlavně finančně. Získali potřebné peníze na opravy a dále též na dočasné ubytování. Společnost Federal Emergency Management Agency (FEMA) přispěla ze 75 % na opravy silnic, mostů a budov.
Americký Červený kříž a Armáda spásy pak otevřela 48 úkrytů pro občany. Zde se navařilo až 300 000 jídel. Asi 50 000 vozů bylo zničeno. Po silných záplavách se v Texasu přemnožili komáři.
Stejně jako v Texasu, komáři se přemnožili i v Louisianě. FEMA též vydala upozornění na plísně a bakterie, které se po záplavách státem šířily. Asi 3 měsíce po bouři zažádalo o finanční pomoc asi 100 000 obyvatel. Celkově se jednalo o 110 milionů dolarů.
Vzhledem k obrovským škodám byl název Allison použit už jen jednou, a to na jaře roku 2002.